# アンブッシュマーケティング

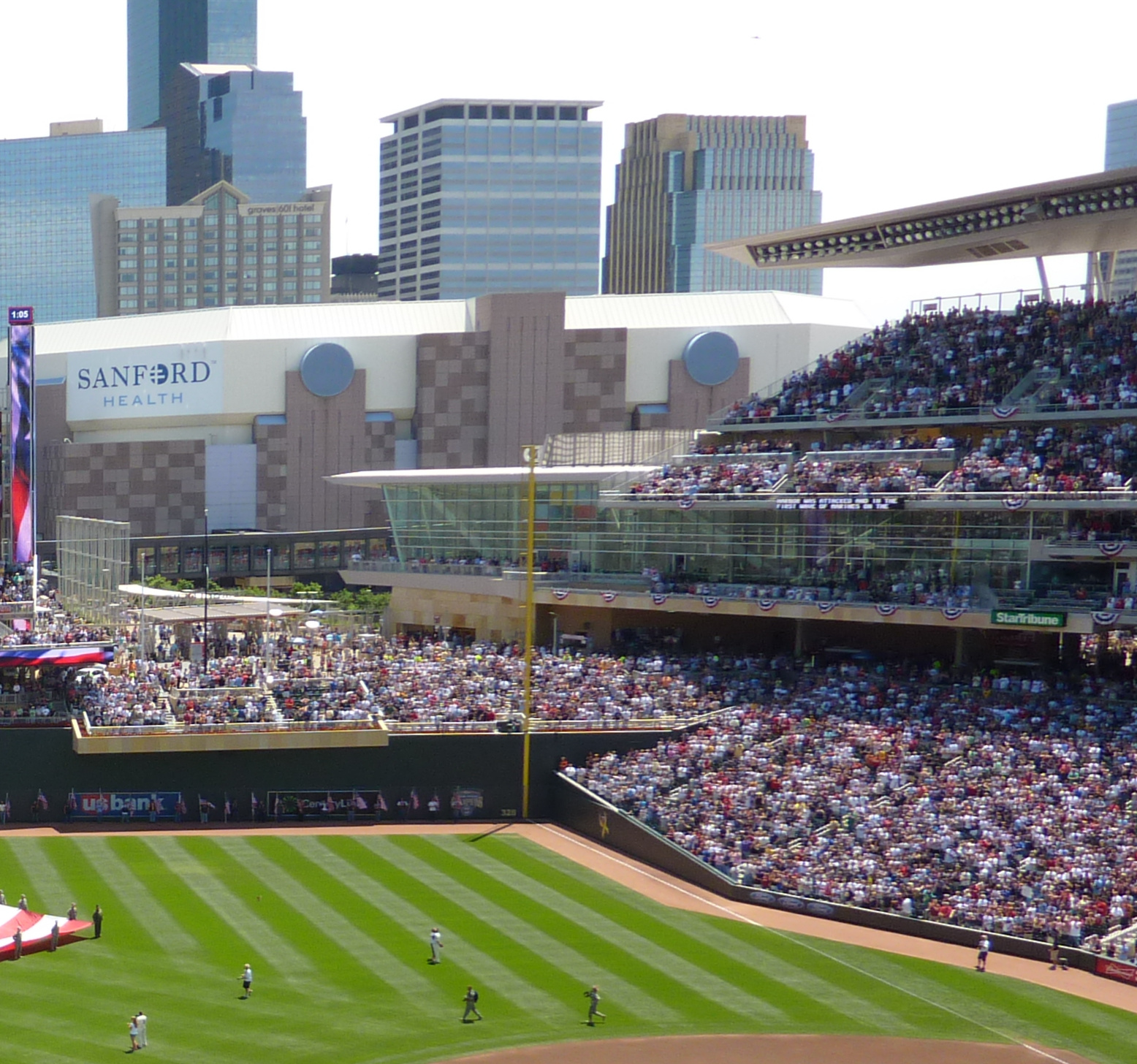
ターゲット・フィールドに隣接するターゲット・センターの外壁に掲げられたサンフォードヘルスのサイン。ターゲット・フィールドをホームとするミネソタ・ツインズが2010年のアメリカンリーグディビジョンシリーズに進出することをにらんで「待ち伏せた」広告掲出の例。

アンブッシュマーケティング (英: Ambush marketing) または待ち伏せマーケティングとは、広告主がイベントを「待ち伏せ」(Ambush) して他の広告主との露出を競うマーケティング戦略。 

## 概要
イベントの公式スポンサーになることなく、そのイベント（の露出）に便乗して広告活動を行うというものであり、広告主はイベントに関連する特定の商標を用いずに広告対象を暗示させ、消費者に対してあたかも広告対象がイベントと深く関わっているように見せるというものである。
1980年代後半にアメリカン・エキスプレス (AMEX) がビザ (Visa) との激しいキャンペーン合戦（後述）を繰り広げた後、AMEXのグローバルマーケティング活動のマネージャーとして働いていたマーケティングストラテジストのジェリー・ウェルシュによって造られた造語である。
アンブッシュマーケティングは世界的なスポーツイベント（FIFAワールドカップ、オリンピック、スーパーボウルなど）を対象に使用されることが一般的である。これは、イベント主催者がスポンサー・パートナーから協賛金等を受け入れる代わりにイベントでの独占的な広告権を与えているためである。また、主催者の知的財産権に対する使用料が高額に設定されている場合もある。
そのようなアンブッシュマーケティングの試みに対しては、イベント主催者が会場周辺に「クリーンゾーン」を導入して、広告を制限したり会場での非スポンサーへの言及を削除または不明瞭化させるなどの対抗措置が執られる。さらに、主催国に対してはクリーンゾーンを実施し、使用を制限する法的権利を付与するための法律の通過をホスト国に要求する場合もある。
一方で、アンブッシュマーケティングへの規制は、 言論の自由を制限するものであるとの論争も呼んでいる。

## 意図と手法
一般的に、アンブッシュマーケティングは、公式スポンサーと競合する分野の者が、イベント主催者に対して正規の報酬を払うことなく、イベントにあわせてその周辺でプロモーション活動を行うものである。
その手法は2つのカテゴリに分類できる。一つは「直接的手法」で、非公式スポンサーがイベントと関連づけた宣伝を行うことで、公式スポンサーの露出を希薄化させるものである。特に、非公式スポンサーの競合他社の製品の場合、アンブッシュマーケティングでは、イベントのことを直接言及せずに、イベントに関連した画像やイベントを想起させるような文言（「4年に一度のスポーツの祭典」など）を使用することで、イベントと関連づけさせる。
もう一つの方法は「略奪的手法」で、非公式スポンサーがあたかも公式スポンサーであるかのようにイベントの商標を使用するというものである。広告主は、イベント内で会社に関連付けられた服装を出席者に身に着けさせるなど、自社ブランドに注目を集めるように会場内で立ち振る舞わせる。公式スポンサーは、サイネージでの広告のみが許可されたブランド商品の配布など、イベントで当初許可されていたよりも広範なプロモーション活動を行う場合、特に、これらの活動が許可されている別のスポンサーの活動と競合する場合に直接関与できる。
そのほか、非公式スポンサーがイベントの参加者に便乗したマーケティングを行う場合がある。たとえば、スポーツ用品を製造する会社は、特定のアスリートまたはチームの公式サプライヤーであることを宣伝に利用する場合がある。同様に、非公式スポンサーは、イベント自体ではなく、放送事業者によるイベントのテレビ放送のみをスポンサードすることもある。
間接的なアンブッシュマーケティングの多くでは、イベントや公式スポンサーのキャンペーンが肯定的または否定的に表現するものに類似した画像、テーマ、および価値観を利用し、イベント自体またはその商標への具体的な言及を行なわい。本質的に、広告主は、イベントとの関連を想起させるコンテンツを使用してそれ自体を販売し、その結果、イベントを知っている人々に遡及する。広告主は、「ビッグゲーム」などと表現してイベントのことを商標を用いずに想起させ、自身の宣伝に使用する。

## 規制
待ち伏せマーケティングやその他の形態の商標侵害の脅威に対応して、主要なスポーツイベントの主催者は、ホスト国または都市に、標準的な商標法を超えて、マーケティング資料を広める広告主に規制と罰則を提供する特別な法律の実施を要求することがあり、特定の単語、概念、および記号を参照することにより、イベントとの無許可の関連付けを作成する。主催者は、開催地内および周辺に「クリーンゾーン」を設置するよう都市に要求する場合もある。広告と商取引は、イベントの主催者、具体的にはイベント公式スポンサーによって承認されたものに制限される。
場合によっては、会場に命名権が付与されている場合、それを一時停止することが必要になる場合があり、スポンサー名等を指すすべての看板類は、隠されたり削除されたりする場合がある。たとえば、 2010年バンクーバーオリンピックのアイスホッケー会場である「ゼネラルモーターズプレイス」（後に「ロジャーズ・アリーナ」に改名）は、オリンピックの会期中は「カナダ・ホッケー・プレイス」に改名された。
また、放送局においても、当該イベントを放送するにあたり、イベント公式スポンサーからの広告枠に対する拒否権（競合他社の広告枠の差し替え）を求められる場合がある。UEFAチャンピオンズリーグなどでは、主催者自身がすべての広告時間を制御して割り当てる場合もある。
日本においては、様々な法解釈がなされている。電通所属の弁護士の中野裕仁は、公式スポンサー以外の者が競技団体の保有する商標などを直接的に使用した場合は商標法、不正競争防止法、著作権法に抵触する可能性を指摘している 一方で、知的財産管理技能士の友利昴は、大会の商標を直接用いずに間接的に連想させる手法を用いた場合、また商標を用いる場合でも、商品やサービスの出所を示す態様でない限りは、原則として法律上の規制を受けず、商標法や不正競争防止法による規制の範囲外であると指摘している。また、ニューヨーク州弁護士の足立勝は、独占禁止法、景品表示法などの観点を含めても、日本にはアンブッシュマーケティングを規制するための基礎となる法は十分に存在しないと指摘している。
また、法的な経済性の保護や侵害以前に、スポーツイベントを社会が楽しむうえで、このことがどのような意味を持つのか、について社会学的な研究もなされている。

## 事例

### クレジットカード戦争
アンブッシュマーケティングの手法が最初に世に知られるようになったのは、1984年ロサンゼルスオリンピックから1988年ソウルオリンピックにかけてであるといわれている。かつて、オリンピックの公式スポンサーになることは任意であり、1976年モントリオールオリンピックでは公式スポンサーだけで628を数え、その数のあまりの多さにより公式スポンサーとしてのメリットは希薄化されてしまっていた。そこで、スポンサー価値の向上のために国際オリンピック委員会 (IOC) が打ち出したのが「特定市場分野における独占スポンサー権」の付与であった。
この時、クレジットカードの分野でIOCの公式スポンサーとなったのはビザ (Visa) であり、アメリカン・エキスプレス (AMEX) はIOCの公式スポンサーではなくなった。しかし、AMEXは1986年、スイスを拠点とする架空の  "Olympic Heritage Committee"（オリンピック遺産委員会）なる組織から商品を宣伝する活動を開始（この活動はIOCからの激しいクレームを受けて中止されている）。さらに同年、1986年アジア競技大会の開会式（2年後のオリンピックと同じソウル・蚕室総合運動場で行われた）の写真を用い、"AMEX welcomes you to Seoul."（「アメックスがあなたをソウルに歓迎します」）というキャッチコピーを添え、オリンピックの開会式の写真だと誤認させるように意図された広告を打ち出した。これに反撃する形で、Visa は逆に「Visaはオリンピック会場およびチケット購入で使用できる唯一のクレジットカードである」ことを謳った広告を打ち出した。
AMEX は Visa のこの広告に対し、視聴者の反応を引用して、「オリンピック中は開催都市のあらゆる場所（店舗やレストランなど）でも他のクレジットカードは受け入れられない」と誤認させるものだと指摘。1992年には同年開催されるバルセロナオリンピックに先立ち、同年開催されるセビリア万国博覧会を念頭にスペインのフラッグキャリアであるイベリア航空ならびにスペイン政府観光局との提携関係を結び、さらに広告スローガンであることを説明した上で "You'll need a passport, but you don't need a Visa."（あなたにはパスポートは必要だろうが、ビザは必要ない）というキャッチコピーを打ち出した。
オリンピックに関する AMEX と Visa の挑発合戦は、最終的に1996年に終結しているが、「アンブッシュマーケティング」という言葉は、この時に生まれたものである。

### ナイキ
ナイキもアンブッシュマーケティングを多用したことで知られる。
1992年バルセロナオリンピックに「ドリームチーム」として出場したマイケル・ジョーダンは、ナイキとの個人契約を理由に表彰式でアメリカチームの公式ジャケット（リーボック製）を着用することを拒否。ジョーダンだけではなくナイキにも批判が寄せられたこともあり、最終的に着用したものの、星条旗でロゴを隠すなどして抵抗した。
さらに1996年アトランタオリンピックの際には、IOCや公式スポンサーであったリーボックを揶揄するかのような、"Faster, Higher, Stronger, Badder"（より速く、より高く、より強く、より悪く）といったコピーや、"You don't win Silver, you lose Gold"（お前は銀を勝ち取ったのではない、金に負けたのだ）、"If you're not here to win, you're a tourist."（お前が勝ちに来たのでなければ、お前はただの旅行者だ）といった、IOCの標榜するスポーツマンシップを否定するような（勝利至上主義の）キャッチコピーを打ち出し、さらに選手村のすぐそばに設けたナイキのポップアップストアにこれらのコピーを掲げることを準備していた。IOCマーケティングディレクターはこれに対し、選手に対して不快感を与えるものだとした上で、ナイキに対し「広告の持つインパクトと栄光をつかもうとする者への攻撃性は紙一重だ」と苦言を呈した。
サッカーにおいても、UEFA EURO '96と1998 FIFAワールドカップにおいて会場近くに自社の広告スペースを確保し、公式スポンサー（アンブロとアディダス）の広告活動を阻害した。このことがきっかけで、会場周辺に広告類の掲出を制限する「セーフゾーン」が設けられることになった。

## 規制への賛否
イベントにおいて主催者がアンブッシュマーケティングを規制しようとする動きは、様々な反響を呼んでいる。アンブッシュマーケティングの規制により、主催者は公式スポンサーの競合他社が公式スポンサーの独占的権益を阻害する動きを防ぎ、公式スポンサーとしての価値を高めていると好意的な論評がある 一方、アンブッシュマーケティングを特別な法律により規制しようとする動きについては議論の余地がある。批評家は、アンブッシュマーケティングへの規制が広告主の「自由な表現」を阻害し、さらにはレストランやスポーツバー、パブなどの（もともとイベント会場周辺で営んでいた）ビジネスに影響を及ぼす可能性を指摘しており、主催者の知的財産を保護するには別の規制を導入する必要はなく、既存の商標法などで十分対応できるとしている。
アメリカ自由人権協会は2013年の第47回スーパーボウルと2014年のMLBオールスターゲームにおいて、開催都市であるニューオーリンズとミネアポリスがアンブッシュマーケティングを規制する条例を導入したとして、条例による広告の規制が検閲行為に当たり憲法違反であると両都市を訴えた。この訴訟を受けて、ニューオリンズはクリーンゾーン内で非営利団体の意見広告を許可している。